# Lycosura
Lycosoura (Oudgrieks: Λυκόσουρα, Lukósoura; huidige Palaeokastro of Siderokastro) ligt in de buurt van de Arcadische grens met Messenië, niet ver van Megalopolis in het Lykaiongebied. Hoewel de periegetes ze als de oudste stad beschouwt, was ze niet van groot politiek belang. Ze behoorde politiek gezien toe aan Megalopolis, de hoofdstad van Arcadië. De stad zou door Lycaon, zoon van Pelasgus, zijn gesticht.
In de Griekse mythologie was Lycosoura echter wel van groot belang. Hier werd Demeter, maar vooral echter haar dochter Despoina vereerd. Despoina was de dochter van Demeter en Poseidon.
Terwijl Despoina in de rest van het oude Griekenland slecht bekendstond nam ze in Arcadië een voorname positie in de godenwereld in. Despoina was echter niet haar werkelijke naam, maar slechts een aanduiding voor de „grote godin“ of letterlijk „meesteres“. Haar werkelijke naam bleef onbekend, daar deze een deel van de mysteriecultus was.
Het begin van de cultushandelingen wordt in de 5e eeuw v.Chr. gedateerd. De cultus was regionaal beperkt en vond geen uitbreiding buiten het Lykaiongebied. Toch lijken de grootte van het Grieks heiligdom en de vermelding van Despoina bij Pausanias als grootste Arcadische godin te wijzen op een groot belang ervan. Naast de beschrijvingen van Pausanias resten er ons geen andere geschreven bronnen meer. Natuurlijk kunnen we ook wel steunen op enige restanten van gebouwen op de site zelf.

## Beschrijving van de tempelaanleg
Aan de ingang van het heiligdom van Despoina bevond zich een tempel voor „Artemis Hegemone“. De temenos van Despoina werd door een muur omsloten, waarvan men de overblijfselen vandaag de dag nog kan zien. Wanneer men de temenos vanuit het oosten betrad, vond men een zuilengang (portico). Het ging hier om een Dorisch gebouw. Het hoogaltaar van Despoina sloot hier in het noorden op aan. Deze werd door twee muren afgescheiden, die het met de temenos verbonden. Ten oosten van de stoa bevond zich een kamer waarvan het doel niet is gekend. Daar vond men een klein beeld, dat Athena voorstelde.
In de tempel bevonden zich dan meerdere marmeren reliëfs. Het eerste stelt de Moiren en Zeus voor. Op het tweede werd getoond hoe Herakles voor Apollon een drievoet rooft. Op het derde waren nimfen en Pannen afgebeeld. Polybios was op het vierde reliëf te zien.
Vooraan was er een plaat met de voorschriften van de wijdingsfeesten. Aan het westelijke uiteinde van de omringende muren van het heiligdom bevonden zich drie achter elkaar geplaatste altaren. Ze waren respectievelijk aan Demeter, Despoina en de Megale Mater (grote moeder) toegewijd. Het altaar van Despoina was groter dan dat van de andere godinnen.
In de aan Despoina, Demeter en Artemis gewijde tempel bevond zich een ander standbeeld. Dit stelde een op een troon zittende Despoina voor. In de opgeheven linkerhand hield ze een scepter. Aan haar linkerkant zat Demeter eveneens op een troon. Demeter legde haar linkerhand op de schouder van Despoina. In de andere hand droeg ze een fakkel. Rechts van Demeter bevond zich Artemis. Deze droeg een hertenvel en een pijlenkoker. In de ene hand hield ze zoals Demeter een fakkel, in de andere twee slangen. Aan de voeten van de godin Artemis lag een jachthond. Rechts naast Despoina was een beeld van Anytos opgesteld. Hij zou Despoina hebben opgevoed en een Titaan geweest zijn. Hij was voorzien van een borstharnas en lans. De standbeelden werden door Damophon van Messene (2e eeuw v.Chr.) gemaakt.
Tegenover deze tempel bevond zich het megaron in de vorm van een monumentaal altaar. Dit gebouw bestond uit een rechthoekige omheining en werd omzoomd door twee met een muur verbonden trappen. Daarop bevond zich een 9,5 m lange zuilengang. Deze façade was uit halfzuilen gebouwd. De megaron werd zeer waarschijnlijk tezamen met de tempel van Despoina opgetrokken. Zijn plattegrond komt overeen met de verscheidene religieuze functies ervan. In het megaron zouden de mythen worden ontvangen en de geheimen onthouden.
Op de helling naar omhoog lag de met stenen omzoomde en bomen begroeide heilige bosschage. Pausanias vermeldt in het bijzonder dat er daar zowel een olijfboom als een steeneik uit één stam groeiden.
Ook Despoina's vader – Poseidon - had altaren in Lycosoura. Deze bevonden zich naast de heilige bosschage. Op het laatste van de altaren van Poseidon vermeldde een inscriptie dat dit altaar voor alle goden was opgericht.
Langs de tempel werden elke twee meter kunstige banken geplaatst. Hierbij gaat het niet om een trap, die naar een verhoogd terras voert, maar om tien verhogingen die zich aan de helling aanpasten.
Verder was er een Grieks heiligdom van Pan alsook een altaar van Ares en twee cultusbeelden van Aphrodite.

## Cultushandelingen in Lycosoura
Over de cultus zelf hebben we vier getuigenissen: een heilig wet, de tekst van Pausanias, de terracottafigurines, die in het paleis zijn gevonden, en de voorstellingen van sluiers van Despoina.

### De heilige wet
Aan de zuidelijke zuilengang bevond zich een inscriptie met de volgende inhoud:
Hoogaltaarplaats van Despoina. Verbod voor de betreders van de hoogaltaarsplaats met:
gouden sieraden (behalve om het te offeren), bonte kleding (vooral purper of zwart), schoenen, hoofddeksels, vlechten alsook bloemen.
Zwangere vrouwen of vrouwen, die een zwangerschap planden, mogen de tempel eveneens niet betreden.
Als offergaven werden de volgende zaken toegelaten: olijfbomen, myrrhe, honingstralen, parelachtige gerst, standbeelden uit witte klaproos, lampen, parfum om te verbranden alsook aromatische kruiden.
Het offeren van granaatvruchten was verboden, wat men kan terugvoeren op de bijzondere rol van de granaatappel bij de ontvoering van Kore / Persephone.
Bij de cultus in Lycosoura schijnen er twee verschillende ceremoniën te zijn geweest, enerzijds de open openbare offers in de hoogaltaarplaats bij de altaren ten oosten van de tempel en anderzijds de geheime riten in het megaron.

#### De Offers voor de tempel
De Arcadiërs brachten in de hoogaltaarplaats elke soort van vrucht, die aan de daar gecultiveerde bomen groeiden, als offer. Daaraan kan men aardvruchten toevoegen.

#### De Offers in hetmegaron
In het megaron vierden de Arcadiërs de Mysteriën. Er waren geen voorgeschreven offerdieren. Ieder bracht het dier mee dat hij bezat. In tegenstelling tot andere dierenoffers, sneed men niet de keel van het dier over, maar verscheurt men het dier.

### De Mysteriën
De aanvangsceremonie speelde zich in het megaron af. Haar bestaan werd meermaals in de inscripties in Lycosoura en door periegeses vermeld. Deze Mysteriën waren voor de plaats een onmisbare bron van inkomsten. De invoering van de Olympische Spelen, maakte van deze een grote concurrent voor Lycosoura. In 42 hebben de Mysteriën voor de stad geen inkomsten opgebracht. Omdat het de stad aan geld ontbrak, moest een rijke buitenlander dit bekostigen.
Over de inhoud van de Mysteriën is niet veel bekend. Pausanias wou waarschijnlijk niet de geheimen van de culten aan niet-ingewijden prijsgeven. Daarom moet men zich met de in de tempel gevonden objecten tevreden stellen. Lampen als offergave wijzen op een nachtelijke ceremonie. De Griekse archeologen vonden in het binnenste van het gebouw tussen as en verkalkte overblijfselen enkele kleine figuren uit gebakken aarde (klei). Ze stellen staande, circa 15 cm hoge, onbeweeglijke personen voor. Hun koppen hadden de vorm van een ram of rund en de figuren droegen een gewaad. Men kan hun ouderdom slecht bepalen, maar ze stammen mogelijk uit de 1e eeuw v.Chr. Er zijn verscheidene interpretaties mogelijk voor deze figuren. Waarschijnlijk gaat het om gemaskeerde personen. Men weet immers dat op de stof van de sluier van het beeld van Despoina een goede duizendtal van deze verklede mensen met dierenkoppen waren te zien. Daaruit kan men besluiten, dat de priester en de ingewijden menigmaal maskers droegen.

### De verklede dansen
Een andere deel van de ceremonie hield een soort dans in. Deze werd op de kleding van de godin gevisualiseerd. Daarop kan men gemaskeerde mensen (met dierenkoppen) in een cirkel zien staan, die aan ritmische bewegingen deelnamen. Deze dansende figuren wijzen waarschijnlijk op een orgie.

## Antieke bron
- Pausanias, VIII 37-38.